# شهرستان شمکر
شمکُر (به لاتین: Şəmkir) نام بخشی است در شمال جمهوری آذربایجان با مرکزیت شهر شمکور. شهرستان شمکور ۱۹۵۶٫۷ کیلومتر مربع وسعت و ۱۸۶٬۶۹۷ نفر جمعیت دارد.